# Campionato FIA di Formula Regional Asia 2022
Il Campionato FIA di Formula Regional Asia 2022 è stata la quinta edizione del campionato di Formula 3 a monoposto multi-evento, che per il primo anno prese la denominazione Regional. Il campionato presentò un mix di piloti professionisti e amatoriali.
La vittoria finale andò al monegasco Arthur Leclerc, con il team indiano Mumbai Falcons.

## Format
Il campionato è formato da cinque round, ognuno con tre gare. La griglia per la seconda gara di ogni round sarà ora stabilita prendendo i risultati di gara uno e capovolgendo le prime 10 posizioni, essendo stata precedentemente impostata utilizzando i giri più veloci di gara uno. Viene introdotta anche la Rookie Cup.

## Team e piloti
| Team                      | N. | Piloti              | Classe | Round   |
| ------------------------- | -- | ------------------- | ------ | ------- |
| Hitech Grand Prix         | 4  | Gabriele Minì       |        | 1-2,4-5 |
| Hitech Grand Prix         | 5  | Leonardo Fornaroli  | R      | 1-3     |
| Hitech Grand Prix         | 6  | Isack Hadjar        |        | Tutti   |
| Hitech Grand Prix         | 7  | Joshua Dufek        | R      | 1-3     |
| Hitech Grand Prix         | 7  | Vladislav Lomko     | R      | 5       |
| Hitech Grand Prix         | 93 | Owen Tangavelou     | R      | 3-5     |
| BlackArts Racing          | 9  | Thomas Luedi        |        | Tutti   |
| BlackArts Racing          | 21 | Brice Morabito      |        | 1       |
| BlackArts Racing          | 26 | Ido Cohen           |        | 1       |
| BlackArts Racing          | 26 | Pierre-Louis Chovet |        | 2-5     |
| Pinnacle Motorsport       | 23 | Pepe Martí          | R      | Tutti   |
| Pinnacle Motorsport       | 27 | Dilano van 't Hoff  | R      | Tutti   |
| Pinnacle Motorsport       | 34 | Salih Yoluç         | R      | Tutti   |
| Pinnacle Motorsport       | 55 | Ayato Iwasaki       | R      | Tutti   |
| Mumbai Falcons            | 10 | Dino Beganovic      |        | Tutti   |
| Mumbai Falcons            | 28 | Arthur Leclerc      |        | Tutti   |
| Mumbai Falcons            | 37 | Oliver Bearman      | R      | 4-5     |
| Mumbai Falcons            | 46 | Sebastián Montoya   | R      | 1-3     |
| Evans GP                  | 2  | Patrik Pasma        |        | 3-5     |
| Evans GP                  | 12 | Sami Meguetounif    | R      | 5       |
| Evans GP                  | 14 | Nicola Marinangeli  |        | Tutti   |
| Evans GP                  | 30 | Michael Belov       |        | 3-5     |
| Evans GP                  | 74 | Cem Bölükbaşı       |        | 1       |
| Evans GP                  | 78 | Frederick Lubin     | R      | 1-3     |
| Evans GP Academy          | 11 | Levente Révész      | R      | Tutti   |
| Evans GP Academy          | 77 | David Morales       | R      | Tutti   |
| 3Y Technology by R-ace GP | 15 | Oliver Goethe       |        | Tutti   |
| 3Y Technology by R-ace GP | 16 | Lorenzo Fluxá       |        | Tutti   |
| 3Y Technology by R-ace GP | 17 | Hadrien David       |        | 1-2     |
| 3Y Technology by R-ace GP | 17 | Léna Bühler         |        | 4-5     |
| 3Y Technology by R-ace GP | 18 | Gabriel Bortoleto   |        | 1-2     |
| 3Y Technology by R-ace GP | 18 | Francesco Braschi   | R      | 3-5     |
| Abu Dhabi Racing by Prema | 3  | Paul Aron           |        | Tutti   |
| Abu Dhabi Racing by Prema | 52 | Jak Crawford        |        | Tutti   |
| Abu Dhabi Racing by Prema | 66 | Hamda Al Qubaisi    | R      | Tutti   |
| Abu Dhabi Racing by Prema | 88 | Amna Al Qubaisi     |        | Tutti   |
| Abu Dhabi Racing by Prema | 99 | Khaled Al Qubaisi   |        | Tutti   |

## Calendario
Il campionato, come già accaduto per la stagione 2021, si svolge interamente negli Emirati Arabi Uniti a causa della pandemia globale di COVID-19.
| Round | Round | Circuito               | Data           | Pole              | Giro Veloce       | Vincitore         | Team vincitore | Vincitore Rookie | Note   |
| ----- | ----- | ---------------------- | -------------- | ----------------- | ----------------- | ----------------- | -------------- | ---------------- | ------ |
| 1     | R1    | Circuito di Yas Marina | 22 gennaio     | Sebastián Montoya | Hadrien David     | Sebastián Montoya | Mumbai Falcons | S. Montoya       | [ 31 ] |
| 1     | R2    | Circuito di Yas Marina | 23 gennaio     |                   | Isack Hadjar      | Gabriel Bortoleto | 3Y by R-ace GP | S. Montoya       | [ 32 ] |
| 1     | R3    | Circuito di Yas Marina | 23 gennaio     | Gabriele Minì     | Pepe Martí        | Gabriele Minì     | Hitech GP      | Pepe Martí       | [ 33 ] |
| 2     | R1    | Autodromo di Dubai     | 27–29 gennaio  | Sebastián Montoya | Hadrien David     | Hadrien David     | 3Y by R-ace GP | Pepe Martí       | [ 34 ] |
| 2     | R2    | Autodromo di Dubai     | 27–29 gennaio  |                   | Hadrien David     | Arthur Leclerc    | Mumbai Falcons | Pepe Martí       | [ 35 ] |
| 2     | R3    | Autodromo di Dubai     | 27–29 gennaio  | Hadrien David     | Pepe Martí        | Hadrien David     | 3Y by R-ace GP | Pepe Martí       | [ 36 ] |
| 3     | R1    | Autodromo di Dubai     | 3–5 febbraio   | Sebastián Montoya | Sebastián Montoya | Sebastián Montoya | Mumbai Falcons | S. Montoya       | [ 37 ] |
| 3     | R2    | Autodromo di Dubai     | 3–5 febbraio   |                   | Dino Beganovic    | Dino Beganovic    | Mumbai Falcons | Pepe Martí       | [ 38 ] |
| 3     | R3    | Autodromo di Dubai     | 3–5 febbraio   | Dilano van't Hoff | Sebastián Montoya | Arthur Leclerc    | Mumbai Falcons | Pepe Martí       | [ 39 ] |
| 4     | R1    | Autodromo di Dubai     | 10–12 febbraio | Paul Aron         | Paul Aron         | Isack Hadjar      | Hitech GP      | Pepe Martí       | [ 40 ] |
| 4     | R2    | Autodromo di Dubai     | 10–12 febbraio |                   | Jak Crawford      | Patrik Pasma      | Evans GP       | Oliver Bearman   | [ 41 ] |
| 4     | R3    | Autodromo di Dubai     | 10–12 febbraio | Paul Aron         | Dino Beganovic    | Arthur Leclerc    | Mumbai Falcons | Pepe Martí       | [ 42 ] |
| 5     | R1    | Circuito di Yas Marina | 17–19 febbraio | Arthur Leclerc    | Arthur Leclerc    | Arthur Leclerc    | Mumbai Falcons | Oliver Bearman   | [ 43 ] |
| 5     | R2    | Circuito di Yas Marina | 17–19 febbraio |                   | Isack Hadjar      | Gabriele Minì     | Hitech GP      | Pepe Martí       | [ 44 ] |
| 5     | R3    | Circuito di Yas Marina | 17–19 febbraio | Isack Hadjar      | Gabriele Minì     | Isack Hadjar      | Hitech GP      | Pepe Martí       | [ 45 ] |

## Classifica

### Classifica Piloti
| Pos | Pilota              | ABU1 | ABU1 | ABU1 | DUB1 | DUB1 | DUB1 | DUB2 | DUB2 | DUB2 | DUB3 | DUB3 | DUB3 | ABU2 | ABU2 | ABU2 | Pts |
| --- | ------------------- | ---- | ---- | ---- | ---- | ---- | ---- | ---- | ---- | ---- | ---- | ---- | ---- | ---- | ---- | ---- | --- |
| 1   | Arthur Leclerc      | 3    | 3    | 5    | 9    | 1    | 7    | 2    | 3    | 1    | 4    | 5    | 1    | 1    | 3    | 12   | 218 |
| 2   | Pepe Martí          | Rit  | Rit  | 4    | 2    | 7    | 2    | 4    | 4    | 2    | 3    | 4    | 3    | 12   | 4    | 6    | 158 |
| 3   | Isack Hadjar        | 4    | 16†  | 3    | 8    | 3    | 3    | 5    | 11   | Rit  | 1    | 11   | 10   | 4    | 25   | 1    | 134 |
| 4   | Gabriele Minì       | 2    | Rit  | 1    | Rit  | 13   | 4    |      |      |      | 5    | 7    | 4    | 8    | 1    | 2    | 130 |
| 5   | Dino Beganovic      | 5    | Rit  | 11   | 5    | 2    | 5    | 3    | 1    | 15   | Rit  | 14   | 27†  | 2    | 2    | 7    | 130 |
| 6   | Jak Crawford        | 11   | 7    | 2    | 4    | 9    | 6    | 12   | 7    | 12   | 6    | 2    | 6    | 3    | Rit  | 4    | 113 |
| 7   | Sebastián Montoya   | 1    | 4    | 10   | 3    | Rit  | 19   | 1    | 9    | 4    |      |      |      |      |      |      | 92  |
| 8   | Paul Aron           | Rit  | 15   | 7    | 15   | 10   | 23   | 6    | 14   | Rit  | 2    | 8    | 2    | 5    | Rit  | 3    | 80  |
| 9   | Hadrien David       | Rit  | Rit  | 9    | 1    | 4    | 1    |      |      |      |      |      |      |      |      |      | 64  |
| 10  | Lorenzo Fluxá       | 6    | 2    | 8    | 13   | 5    | 9    | 11   | 5    | 8    | 11   | 9    | 16   | 16   | 9    | 8    | 64  |
| 11  | Patrik Pasma        |      |      |      |      |      |      | 13   | 8    | 5    | 9    | 1    | 7    | 7    | Rit  | 5    | 63  |
| 12  | Michael Belov       |      |      |      |      |      |      | 10   | 2    | 6    | 15   | 6    | 5    | 14   | 6    | 9    | 55  |
| 13  | Dilano van 't Hoff  | DNS  | DNS  | DNS  | 7    | Rit  | 24†  | 7    | 6    | 3    | 8    | 13   | 12   | 9    | 5    | 11   | 51  |
| 14  | Gabriel Bortoleto   | 10   | 1    | 6    | 6    | Rit  | 8    |      |      |      |      |      |      |      |      |      | 46  |
| 15  | Oliver Bearman      |      |      |      |      |      |      |      |      |      | 7    | 3    | 24   | 6    | Rit  | 23   | 29  |
| 16  | Pierre-Louis Chovet |      |      |      | 10   | 6    | 12   | 8    | 12   | 7    | 12   | 10   | 11   | 10   | 8    | 10   | 26  |
| 17  | Leonardo Fornaroli  | 8    | 5    | 22†  | 11   | 8    | 11   | 9    | 26†  | 9    |      |      |      |      |      |      | 22  |
| 18  | Joshua Dufek        | 9    | 6    | 16   | 12   | 16   | 10   | 16   | 27†  | 10   |      |      |      |      |      |      | 12  |
| 19  | Frederick Lubin     | 7    | 8    | 21   | 16   | 12   | 14   | 17   | 19   | 18   |      |      |      |      |      |      | 10  |
| 20  | Sami Meguetounif    |      |      |      |      |      |      |      |      |      |      |      |      | 13   | 7    | 22   | 6   |
| 21  | Ido Cohen           | WD   | WD   | WD   |      |      |      |      |      |      | 25†  | 26†  | 8    | 27   | 11   | 15   | 4   |
| 22  | Francesco Braschi   |      |      |      |      |      |      | Rit  | 15   | 14   | 10   | 19   | 9    | 11   | 23   | 19   | 3   |
| 23  | Levente Révész      | 13   | 9    | 12   | 18   | 14   | 13   | 15   | 13   | Rit  | 18   | 21   | 17   | 20   | 14   | 14   | 2   |
| 24  | Nicola Marinangeli  | Rit  | Rit  | 13   | 14   | 11   | 15   | 14   | 10   | 11   | 14   | 17   | 13   | Rit  | 13   | 16   | 1   |
| 25  | Oliver Goethe       | Rit  | 14   | 18   | 19   | DNS  | DNS  | 23   | 18   | 13   | 13   | 12   | 14   | 17   | 10   | 17   | 1   |
| 26  | Amna Al Qubaisi     | 14   | 10   | Rit  | Rit  | 19   | 17   | 21   | 21   | DNS  | 20   | 20   | 20   | Rit  | 18   | Rit  | 1   |
| 27  | Ayato Iwasaki       | 15   | 11   | 15   | 21   | 18   | 18   | 19   | 25   | 17   | 22   | 16   | 23   | 19   | 16   | 20   | 0   |
| 28  | Hamda Al Qubaisi    | 12   | Rit  | 14   | 20   | 17   | 16   | 18   | 16   | 16   | 17   | Rit  | 18   | 18   | 17   | 21   | 0   |
| 29  | Léna Bühler         |      |      |      |      |      |      |      |      |      | 26†  | 18   | 15   | 15   | 12   | Rit  | 0   |
| 30  | Brice Morabito      | 18   | 12   | 17   |      |      |      |      |      |      |      |      |      |      |      |      | 0   |
| 31  | Owen Tangavelou     |      |      |      |      |      |      | 20   | 17   | 20   | 16   | 15   | 25   | 23   | 20   | 13   | 0   |
| 32  | Thomas Luedi        | 19   | 13   | 20   | 24†  | 22   | 22   | 26†  | 24   | 22   | 24   | 22   | 22   | 26   | 24   | 25   | 0   |
| 33  | David Morales       | 20†  | 17†  | Rit  | 17   | 15   | Rit  | 24   | 20   | 19   | 19   | 25   | 19   | 22   | 19   | 18   | 0   |
| 34  | Vladislav Lomko     |      |      |      |      |      |      |      |      |      |      |      |      | 21   | 15   | 26   | 0   |
| 35  | Khaled Al Qubaisi   | 16   | Rit  | 19   | 22   | 20   | 20   | 22   | 23   | 23   | 23   | 23   | 21   | 24   | 22   | Rit  | 0   |
| 36  | Salih Yoluç         | 17   | Rit  | Rit  | 23   | 21   | 21   | 25   | 22   | 21   | 21   | 24   | 26†  | 25   | 21   | 24   | 0   |
| 37  | Cem Bölükbaşı       | Rit  | Rit  | Rit  |      |      |      |      |      |      |      |      |      |      |      |      | 0   |
| Pos | Pilota              | ABU1 | ABU1 | ABU1 | DUB1 | DUB1 | DUB1 | DUB2 | DUB2 | DUB2 | DUB3 | DUB3 | DUB3 | ABU2 | ABU2 | ABU2 | Pts |

### Classifica Rookie
| Pos | Pilota             | ABU1 | ABU1 | ABU1 | DUB1 | DUB1 | DUB1 | DUB2 | DUB2 | DUB2 | DUB3 | DUB3 | DUB3 | ABU2 | ABU2 | ABU2 | Pts |
| --- | ------------------ | ---- | ---- | ---- | ---- | ---- | ---- | ---- | ---- | ---- | ---- | ---- | ---- | ---- | ---- | ---- | --- |
| 1   | Pepe Martí         | Rit  | Rit  | 4    | 2    | 7    | 2    | 4    | 4    | 2    | 3    | 4    | 3    | 12   | 4    | 6    | 298 |
| 2   | Dilano van' t Hoff | DNS  | DNS  | DNS  | 7    | Rit  | 24†  | 7    | 6    | 3    | 8    | 13   | 12   | 9    | 5    | 11   | 167 |
| 3   | Sebastián Montoya  | 1    | 4    | 10   | 3    | Rit  | 19   | 1    | 9    | 4    |      |      |      |      |      |      | 145 |
| 4   | Levente Révész     | 13   | 9    | 12   | 18   | 14   | 13   | 15   | 13   | Rit  | 18   | 21   | 17   | 20   | 14   | 14   | 135 |
| 5   | Leonardo Fornaroli | 8    | 5    | 22†  | 11   | 8    | 11   | 9    | 26†  | 9    |      |      |      |      |      |      | 104 |
| 6   | Hamda Al Qubaisi   | 12   | Rit  | 14   | 20   | 17   | 16   | 18   | 16   | 16   | 17   | Rit  | 18   | 18   | 17   | 21   | 92  |
| 7   | Joshua Dufek       | 9    | 6    | 16   | 12   | 16   | 10   | 16   | 27†  | 10   |      |      |      |      |      |      | 89  |
| 8   | Francesco Braschi  |      |      |      |      |      |      | Rit  | 15   | 14   | 10   | 19   | 9    | 11   | 23   | 19   | 80  |
| 9   | Ayato Iwasaki      | 15   | 11   | 15   | 21   | 18   | 18   | 19   | 25   | 17   | 22   | 16   | 23   | 19   | 16   | 20   | 80  |
| 10  | Frederick Lubin    | 7    | 8    | 21   | 16   | 12   | 14   | 17   | 19   | 18   |      |      |      |      |      |      | 79  |
| 11  | Oliver Bearman     |      |      |      |      |      |      |      |      |      | 7    | 3    | 24   | 6    | Rit  | 13   | 73  |
| 12  | David Morales      | 20†  | 17†  | Rit  | 17   | 15   | Rit  | 24   | 20   | 19   | 19   | 25   | 19   | 22   | 19   | 18   | 56  |
| 13  | Owen Tangavelou    |      |      |      |      |      |      | 20   | 17   | 20   | 16   | 15   | 25   | 23   | 20   | 13   | 48  |
| 14  | Sami Meguetounif   |      |      |      |      |      |      |      |      |      |      |      |      | 13   | 7    | 22   | 27  |
| 15  | Brice Morabito     | 18   | 12   | 17   |      |      |      |      |      |      |      |      |      |      |      |      | 16  |
| 16  | Vladislav Lomko    |      |      |      |      |      |      |      |      |      |      |      |      | 21   | 15   | 24   | 12  |
| Pos | Pilota             | ABU1 | ABU1 | ABU1 | DUB1 | DUB1 | DUB1 | DUB2 | DUB2 | DUB2 | DUB3 | DUB3 | DUB3 | ABU2 | ABU2 | ABU2 | Pts |

### Classifica Team
Prima di ogni evento, i team nominano due piloti che accumulano punti per i team.
| Pos. | Team                      | Pts |
| ---- | ------------------------- | --- |
| 1    | Mumbai Falcons            | 265 |
| 2    | Hitech Grand Prix         | 184 |
| 3    | Pinnacle Motorsport       | 177 |
| 4    | Abu Dhabi Racing by Prema | 141 |
| 4    | 3Y by R-ace GP            | 129 |
| 6    | Evans GP                  | 102 |
| 7    | BlackArts Racing          | 24  |
| 8    | Evans GP Academy          | 2   |